# John Nunatak
John Nunatak är en nunatak i Antarktis. Den ligger i Västantarktis. Chile gör anspråk på området. Toppen på John Nunatak är 1 548 meter över havet.
Terrängen runt John Nunatak är lite kuperad. Trakten är obefolkad. Det finns inga samhällen i närheten.